# 布莉姬
布莉姬（英語：Bridgette B，1983年10月15日—），西班牙女色情演員，本名為露絲·阿布雷烏（英語：Luz Abreu）。布莉姬主要於美國工作，性取向為雙性戀。

## 職業生涯
布莉姬在很早以前就搬到了美國，並那裡擔任舞蹈家的工作。她曾在美國的肯特州立大學接受高等教育。2008年，25歲的布莉姬正式開始她的成人業生涯；2009年7月22日，她接受了隆胸手術，使自己原本的34C罩杯的胸圍升至34DD罩杯（40F罩杯）。
至今，她所拍攝的電影超過三百部。她常與蒂芙妮·泰勒、蕾貝卡·利納雷斯等演員合作。2011年，布莉姬被提名了AVN獎的最佳女同性戀場景，但未得獎。直到2012年1月，她獲得了該獎項的年度最被低估的新秀。

## 圖集

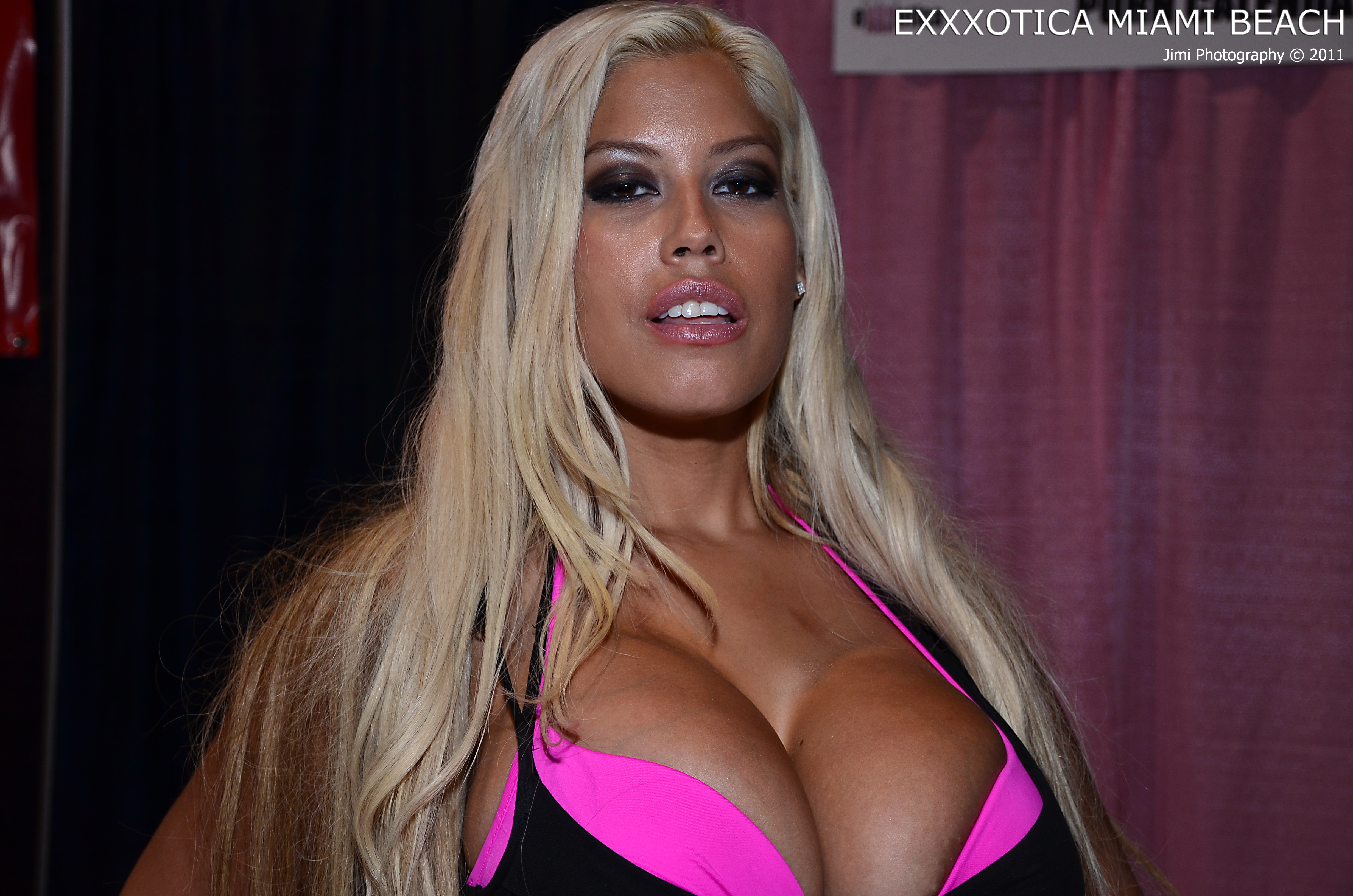
布莉姬於2011年在邁阿密的Exxxotica
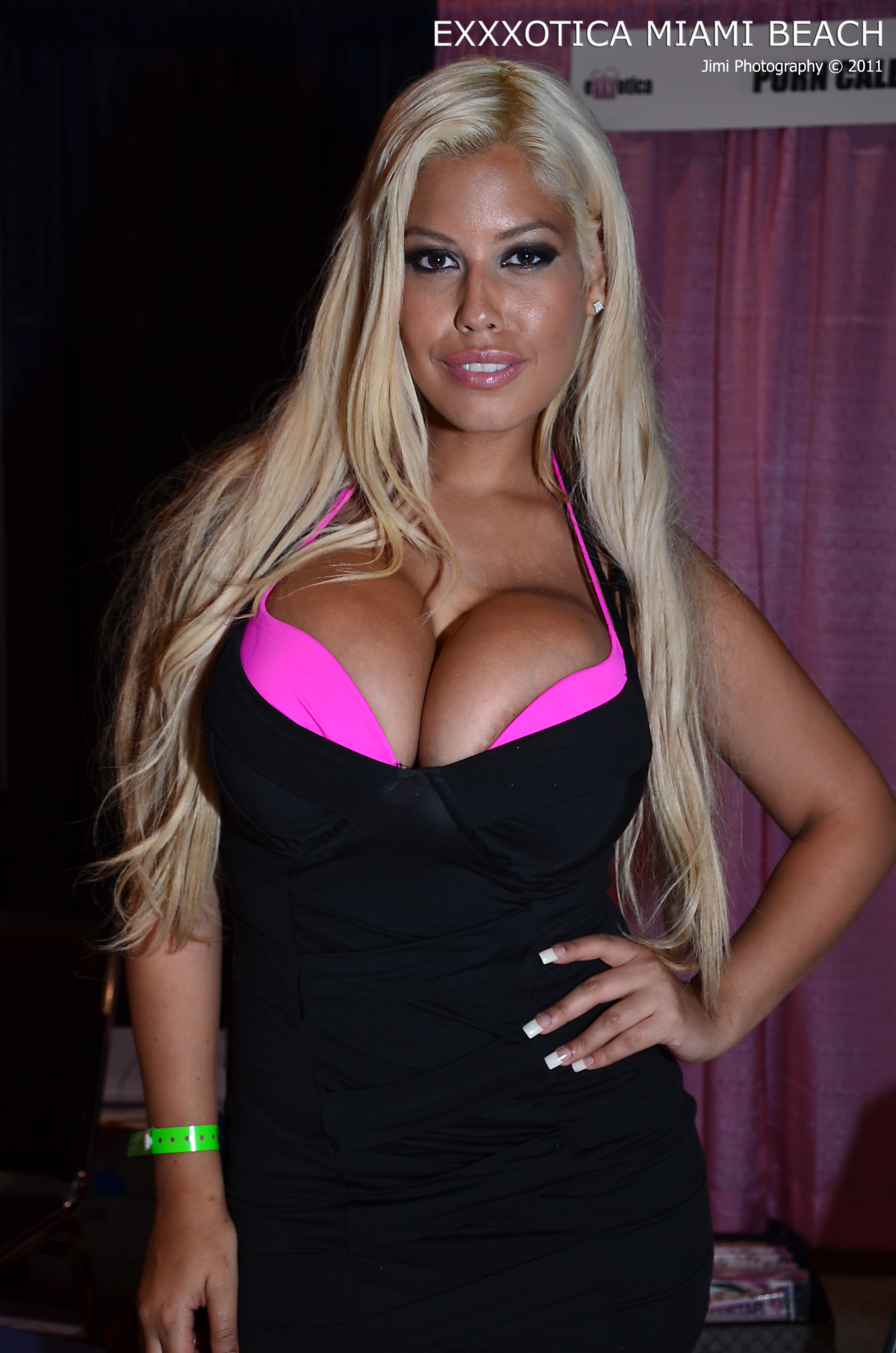
布莉姬於2011年在邁阿密的Exxxotica
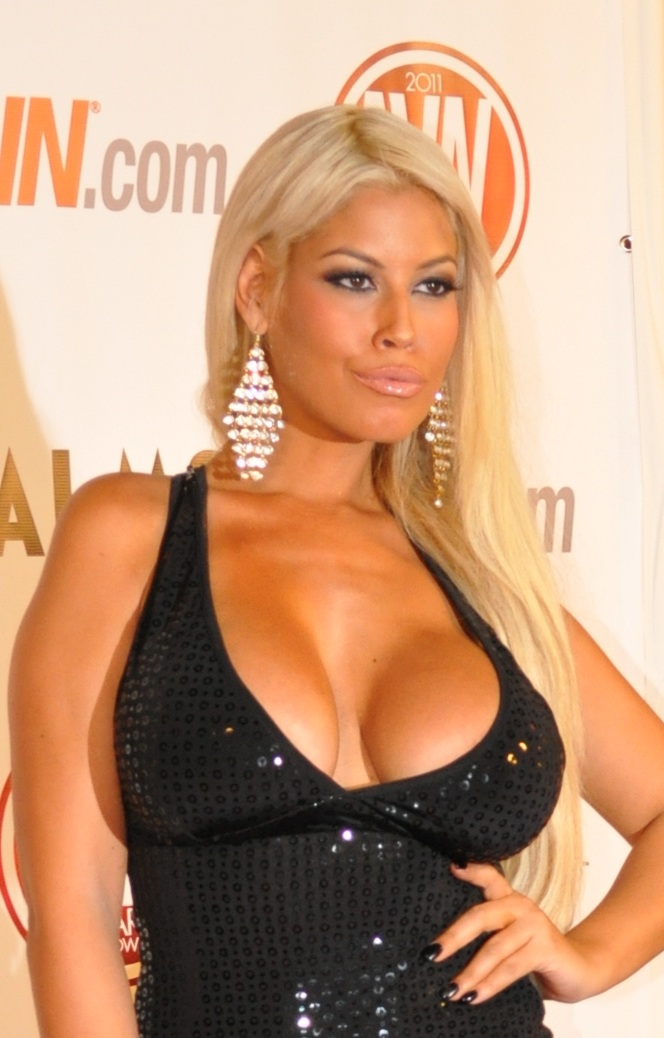
布莉姬於2011年在AVN成人娛樂博覽會會場
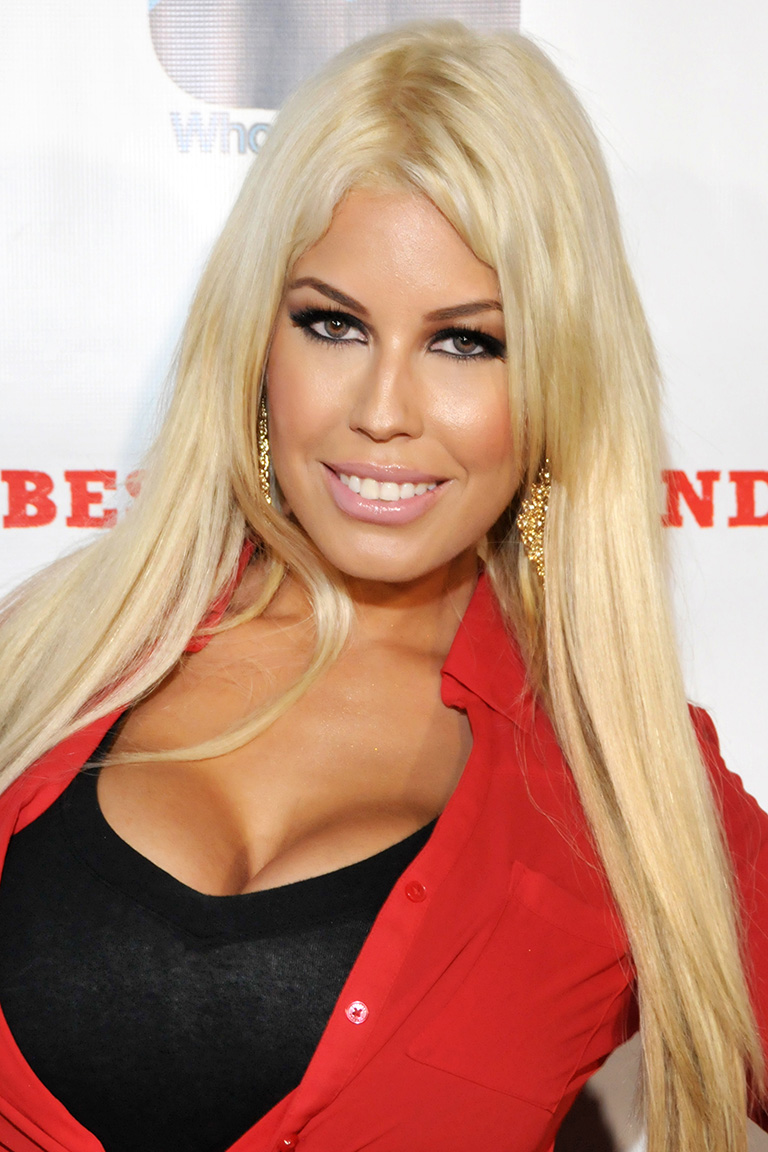
布莉姬於2014年的好萊塢

## 外部連結
- 布莉姬在互联网电影资料库（IMDb）上的資料（英文）
- 布莉姬在網際網路成人電影資料庫
- 成人電影資料庫上布莉姬的资料（英文）